# Stacja Hypo
Stacja Hypo – amerykańska komórka wywiadu radiowego marynarki wojennej z siedzibą na Hawajach. Założona w 1940 roku przez Toma Dyera, była jedną z trzech najważniejszych amerykańskich komórek tego typu na obszarze Pacyfiku. Jej głównym zadaniem było przechwytywanie i rozszyfrowywanie wiadomości radiowych japońskiej cesarskiej marynarki wojennej, oraz przekazywanie ich rozszyfrowanej wersji dowództwu Floty Pacyfiku.
Wraz z odpowiadającymi jej komórkami marynarki Negat w Waszyngtonie oraz Cast w Manili na Filipinach, Hypo złamała kod JN-25, używany przez japońską flotę do codziennej komunikacji z okrętami. Dzięki temu sukcesowi, przez większość wojny Hypo była w stanie rozszyfrowywać kilkadziesiąt procent japońskiej korespondencji wojennej. Kierowana przez Josepha Rocheforta HYPO ustaliła m.in. datę japońskiego ataku na Midway, łącznie z dokładnym składem japońskiego zespołu uderzeniowego. Podczas całej wojny, HYPO kontrolowała czas i trasę poruszania się jednostek japońskiej floty, okrętów podwodnych, statków transportowych i japońskich konwojów. Za pośrednictwem różnych szczebli dowództw amerykańskiej floty, informacje te były następnie przekazywane jednostkom floty amerykańskiej w celu przechwycenia japońskich okrętów bądź też wykorzystywane do planowania operacji strategicznych najwyższego dowództwa Floty Pacyfiku.
25 czerwca 1942 roku, HYPO weszła w skład nowej organizacji wywiadowczej, o nazwie Intelligence Center, Pacific Ocean Areas (ICPOA).